# Siphonogorgia macrospiculata
Siphonogorgia macrospiculata är en korallart som först beskrevs av Thomson och Henderson 1906.  Siphonogorgia macrospiculata ingår i släktet Siphonogorgia och familjen Nidaliidae. Inga underarter finns listade i Catalogue of Life.